# Ricard Terré

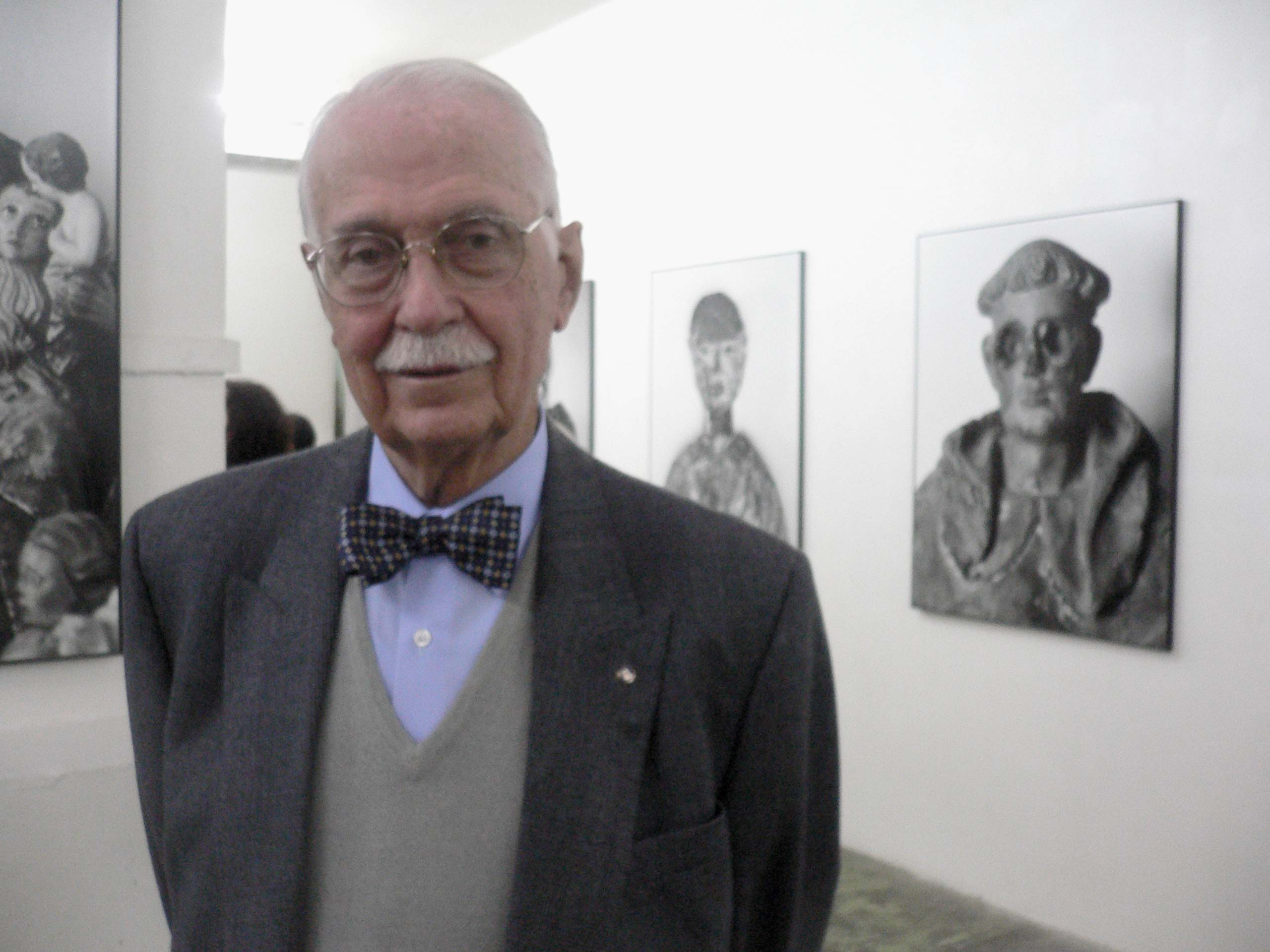
Ricard Terré

Ricardo Terré Marcellés (* 5. Juli 1928 in Sant Boi de Llobregat, Katalonien; † 29. Oktober 2009 in Vigo) war ein spanischer Fotograf.
Er wurde 1928 im Nordosten Spaniens geboren. Sein Vater, Artur Terré y Tornamira, war Direktor der Garnfabrik „Can Massallera“. Seine Vorliebe für Mechanik führte ihn dazu, im Alter von fünfzehn Jahren eine Fotokamera und ein paar Jahre später einen Vergrößerer zu bauen. Wenn er mit seinen Freunden auf Ausflüge ging, nahm er einen Pathé und eine Kodak Retina mit, um die epischsten und lustigsten Momente festzuhalten.
Er studierte an der Escuela de Altos Estudios Mercantiles in Barcelona. Er begann in der Kunstwelt als Maler und Karikaturist. 1955 begann er mit der Fotografie. Zu dieser Zeit kam er in Kontakt mit Mitgliedern der Fotografischer Verband von Katalonien, deren Mitglied und aktiver Mitarbeiter er bis 1959 war. Dort lernte er Xavier Miserachs und Ramon Masats kennen, mit denen er erstmals 1957 in der Ausstellung „Terré-Miserachs-Masats“ seine Arbeiten zeigte.
Terré zog sich zwischen 1970 und 1982 aus der Fotografie zurück, dem Jahr, in dem er an verschiedenen Einzel- und Gemeinschaftsausstellungen im In- und Ausland teilnahm. Zwischen 1997 und 2004 war er Korrespondent der Agentur Vu in Paris.